# Otakar Veverka
Otakar Veverka, též Ota Veverka, (* 27. srpna 1956 Zlín, tehdy Gottwaldov) je český hudebník a novinář, signatář Charty 77. Od konce 70. až do začátku 90. let dvacátého století byl známým folkovým písničkářem.

## Hudební činnost
Je autorem mnoha skladeb a písňových textů, ve kterých ironizoval a kritizoval komunistické totalitní zřízení v Československu. V roce 1975 se odstěhoval z rodného Zlína na Moravě do hlavního města Prahy. Pracoval jako řidič u Inženýrských a průmyslových staveb. Na jaře 1976 byl odvelen k vojenské službě. Po šesti měsících ale armádu bez povolení opustil, za což se mu dostalo odměny v podobě jednoho roku ve vězení.
Po propuštění v roce 1978 se opět vrátil do Prahy a pokoušel se prosadit se svými písněmi na zdejší hudební scéně. K nevoli komunistických policejních složek hrál často na Karlově mostě. Teprve v roce 1978 se mu podařilo oficiálně hrát na koncertech jako host po boku svých slavnějších, starších kolegů Vlasty Třešňáka, Vladimíra Merty, Jaroslava Hutky a dalších. Hrál s nimi v Malostranské besedě, Divadle na Rychtě, Divadle v Nerudovce, Studentském klubu na Strahovských kolejích a dalších klubových scénách.

## Charta 77
První samostatný koncert odehrál v Divadle na Rychtě koncem roku 1978. V tomtéž roce se stal středem hlubšího zájmu komunistické Státní bezpečnosti (StB) a prošel prvními výslechy a pobyty v cele předběžného zadržení. V roce 1979 mu vystupování na oficiálních scénách bylo již zcela znemožněno. Seznámil se s disidenty z okruhu Charty 77, a začal s nimi spolupracovat. V roce 1980 vydal sbírku svých písní a básní v edici Popelnice Jiřího Gruntoráda. Ve stejném roce byl mnohokrát znovu zadržen a vyslýchán StB (během tří měsíců strávil v cele předběžného zadržení více než třicet dnů) a nakonec 21. srpna 1980 uvržen do vazby a znovu odsouzen. Hlavním důvodem tohoto vězení byla jeho hudební činnost a odmítnutí nátlaku StB k vystěhování se do ciziny. Byl odsouzen k osmi měsícům vězení, spolu se zákazem pobytu v Praze na dobu tří let, který začal běžet ihned po jeho propuštění. V roce 1981 podepsal Chartu 77.
Po propuštění z věznice se vzhledem k zákazu pobytu v Praze byl nucen vrátit zpět do Zlína, kde pracoval jako opravář šicích strojů a současně se věnoval hudební činnosti. Jezdil v té době po celé republice a hrál na neoficiálních a nepovolených koncertech, z nichž některé díky pozornosti StB a jejich rozsáhlé síti konfidentů skončily dříve než začaly. Čas od času se mu daří vystoupit i na oficiálních scénách, jako například na hudebním festivalu ve Veselí na Moravě v roce 1982 nebo na Folkovém kolotoči v Ostravě o rok později, a i při jiných podobných příležitostech. Znovu uvězněn byl v roce 1985, tentokrát na dobu pěti měsíců.

## Zpět v Praze
Do Prahy se vrátil v roce 1986 a stal se jednou z hlavních postav Lennonniád, tedy nepovolených shromážděních na památku úmrtí Johna Lennona. V roce 1987 založil společně s přítelem a chartistou Jiřím Gruntorádem (dnešním ředitelem knihovny Libri Prohibiti) samizdatový časopis JAZZsTOP, na kterém spolupracoval i Luboš Rychvalský, zakladatel Společnosti za veselejší současnost. Byl také členem Jazzové sekce a Hnutí za občanskou svobodu.
Dne 8. prosince 1988 vyhlásil v Praze při příležitosti pravidelně a živelně se konající Lennoniády založení Mírového klubu Johna Lennona. Dalšími spoluzakladateli MKJL byli básník Heřman Chromý a pozdější pasáček koz Stanislav Penc. Náplní činnosti klubu bylo rozvíjení alternativní kultury a spolupráce s ostatními nezávislými iniciativami, se kterými klub organizoval řadu opozičních akcí, například koncerty, demonstrace či kampaně za osvobození politických vězňů. Pro svou hudební, politickou a protikomunistickou činnost byl pod různými záminkami mnohokrát perzekvován policií a Statní bezpečností a několikrát vězněn. Naposled byl zatčen v Praze dne 16. ledna 1989, během kladení květin k pomníku svatého Václava na památku Jana Palacha, společně s Václavem Havlem, Janou Petrovou a dalšími přáteli. Byl odsouzen k jednomu roku vězení nepodmíněně ve II. nápravně výchovné skupině. Propuštěn byl 1. prosince 1989 milostí udělenou mu tehdejším posledním komunistickým prezidentem Gustávem Husákem na nátlak Charty 77, Občanského fóra a dalších opozičních hnutí. V komunistickém vězení strávil celkem tři roky.
Po tzv. Sametové revoluci pracoval v Koordinačním centru Občanského fóra v Praze. Později se stal novinářem, redaktorem Českého deníku, Telegrafu, Zemědělských novin a Zlínských novin. V 90. letech pracoval rovněž jako mluvčí ministra práce a sociálních věcí, ministra dopravy a Fondu národního majetku. Jako písničkář vystoupil naposled na folkovém festivalu Konečně doma, který pořádala Svobodná Evropa v Plzni na Lochotíně 15. září 1990.

## Exil
Od roku 2006 žije v Kambodžském království, kde fotografuje a učí fotografii. Zabývá se také historií Angkorské říše, spolupracuje s českým archeologickým týmem a příležitostně dělá průvodce.